# Olizy
Pour les articles homonymes, voir Olizy (homonymie).
Olizy est une commune française, située dans le département de la Marne en région Grand Est.

## Géographie

### Localisation
Olizy se trouve à l'ouest du département de la Marne, en région Grand Est, à la limite avec le département de l'Aisne et la région Hauts-de-France. La commune appartient à la région agricole du Tardenois.
La commune d'Olizy s'étend sur une superficie de 457 hectares. Sur son territoire, l'altitude varie de 120 à 243 mètres. Au nord, le village d'Olizy est dominé par le Mont Deuzé (219 m) et la Haute Borne, point culminant de la commune. Au sud-est, le village de Violaine fait face aux Vignes des Longs Champs et surplombe le vallon des Pendants de Jonquery. Le hameau de la Maquerelle se trouve quant à lui à l'extrémité sud du territoire communal.
Par la route, Olizy se situe à 76 km de Châlons-en-Champagne, préfecture du département, à 33 km de Reims, sous-préfecture, et à 15 km de Dormans, bureau centralisateur du canton de Dormans-Paysages de Champagne dont dépend Olizy depuis 2015. La commune fait en outre partie du bassin de vie de Dormans.
Olizy est limitrophe de 5 communes :
| Villers-Agron-Aiguizy | Romigny |          |
| Anthenay              | Olizy   | Jonquery |
|                       | Cuisles |          |

### Hydrographie
La commune est dans la région hydrographique « la Seine de sa source au confluent de l'Oise (exclu) » au sein du bassin Seine-Normandie. Elle est drainée par la Brandouille et le cours d'eau 01 des Pendants de Jonquery,.

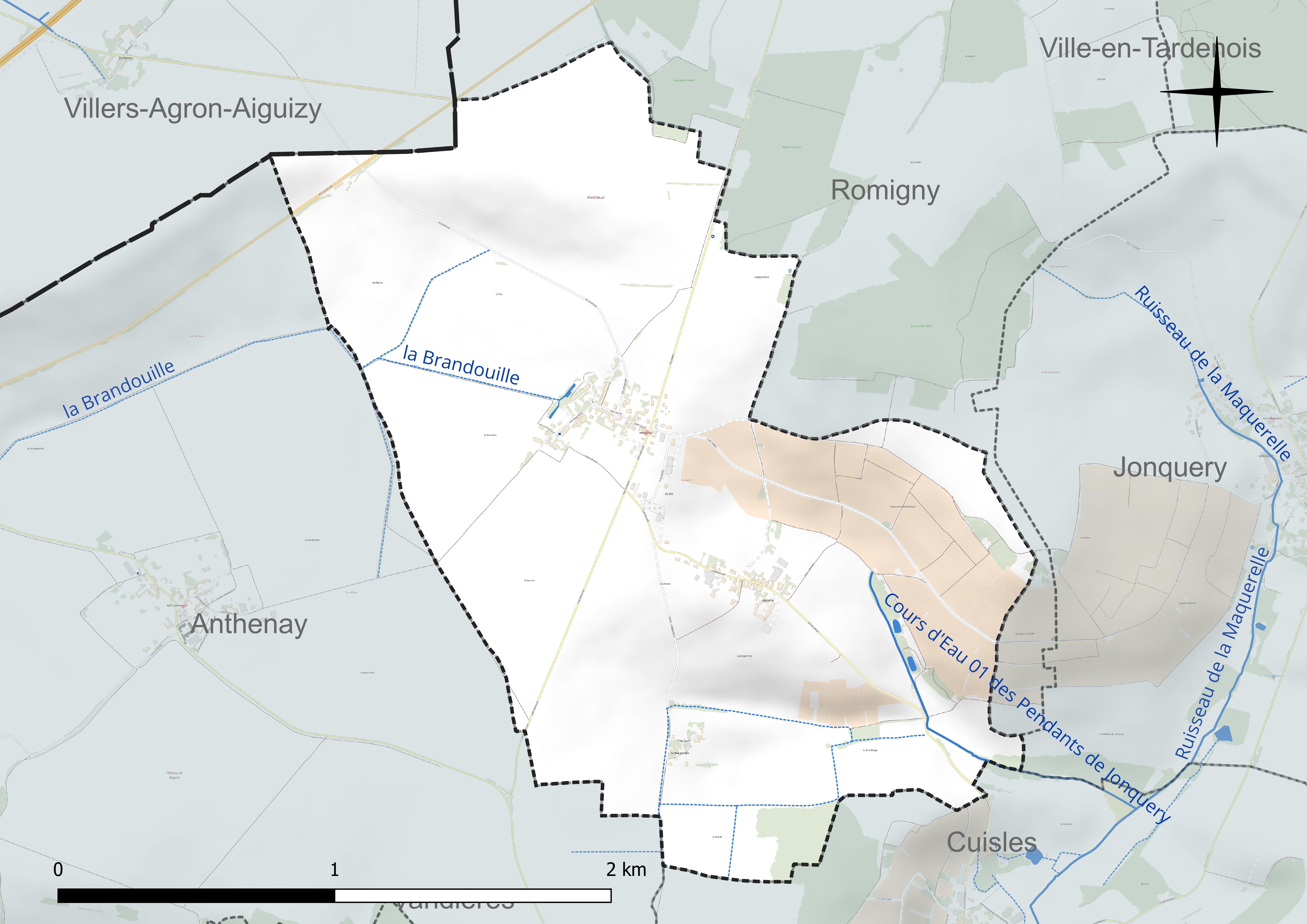
Réseau hydrographique d'Olizy.

### Climat
Pour des articles plus généraux, voir Climat du Grand Est et Climat de la Marne.
En 2010, le climat de la commune est de type climat océanique dégradé des plaines du Centre et du Nord, selon une étude du Centre national de la recherche scientifique s'appuyant sur une série de données couvrant la période 1971-2000. En 2020, Météo-France publie une typologie des climats de la France métropolitaine dans laquelle la commune est exposée à un climat océanique altéré et est dans la région climatique  Nord-est du bassin Parisien, caractérisée par un ensoleillement médiocre, une pluviométrie moyenne régulièrement répartie au cours de l’année et un hiver froid (3 °C). 
Pour la période 1971-2000, la température annuelle moyenne est de 10,4 °C, avec une amplitude thermique annuelle de 15,6 °C. Le cumul annuel moyen de précipitations est de 774 mm, avec 12 jours de précipitations en janvier et 8,6 jours en juillet. Pour la période 1991-2020, la température moyenne annuelle observée sur la station météorologique de Météo-France la plus proche, « Chambrecy-Civc », sur la commune de Chambrecy à 6 km à vol d'oiseau, est de 10,7 °C et le cumul annuel moyen de précipitations est de 734,0 mm. 
La température maximale relevée sur cette station est de 40,3 °C, atteinte le 25 juillet 2019 ; la température minimale est de −22,1 °C, atteinte le 17 janvier 1985,,. 
Les paramètres climatiques de la commune ont été estimés pour le milieu du siècle (2041-2070) selon différents scénarios d'émission de gaz à effet de serre à partir des nouvelles projections climatiques de référence DRIAS-2020. Ils sont consultables sur un site dédié publié par Météo-France en novembre 2022.

## Urbanisme

### Typologie
Au 1er janvier 2024, Olizy est catégorisée commune rurale à habitat très dispersé, selon la nouvelle grille communale de densité à sept niveaux définie par l'Insee en 2022.
Elle est située hors unité urbaine. Par ailleurs la commune fait partie de l'aire d'attraction de Reims, dont elle est une commune de la couronne,. Cette aire, qui regroupe 294 communes, est catégorisée dans les aires de 200 000 à moins de 700 000 habitants,.

### Occupation des sols
L'occupation des sols de la commune, telle qu'elle ressort de la base de données européenne d’occupation biophysique des sols Corine Land Cover (CLC), est marquée par l'importance des territoires agricoles (98,4 % en 2018), une proportion identique à celle de 1990 (98,4 %). La répartition détaillée en 2018 est la suivante :
terres arables (79 %), cultures permanentes (11,2 %), zones agricoles hétérogènes (8,3 %), forêts (1,6 %). L'évolution de l’occupation des sols de la commune et de ses infrastructures peut être observée sur les différentes représentations cartographiques du territoire : la carte de Cassini (XVIIIe siècle), la carte d'état-major (1820-1866) et les cartes ou photos aériennes de l'IGN pour la période actuelle (1950 à aujourd'hui).

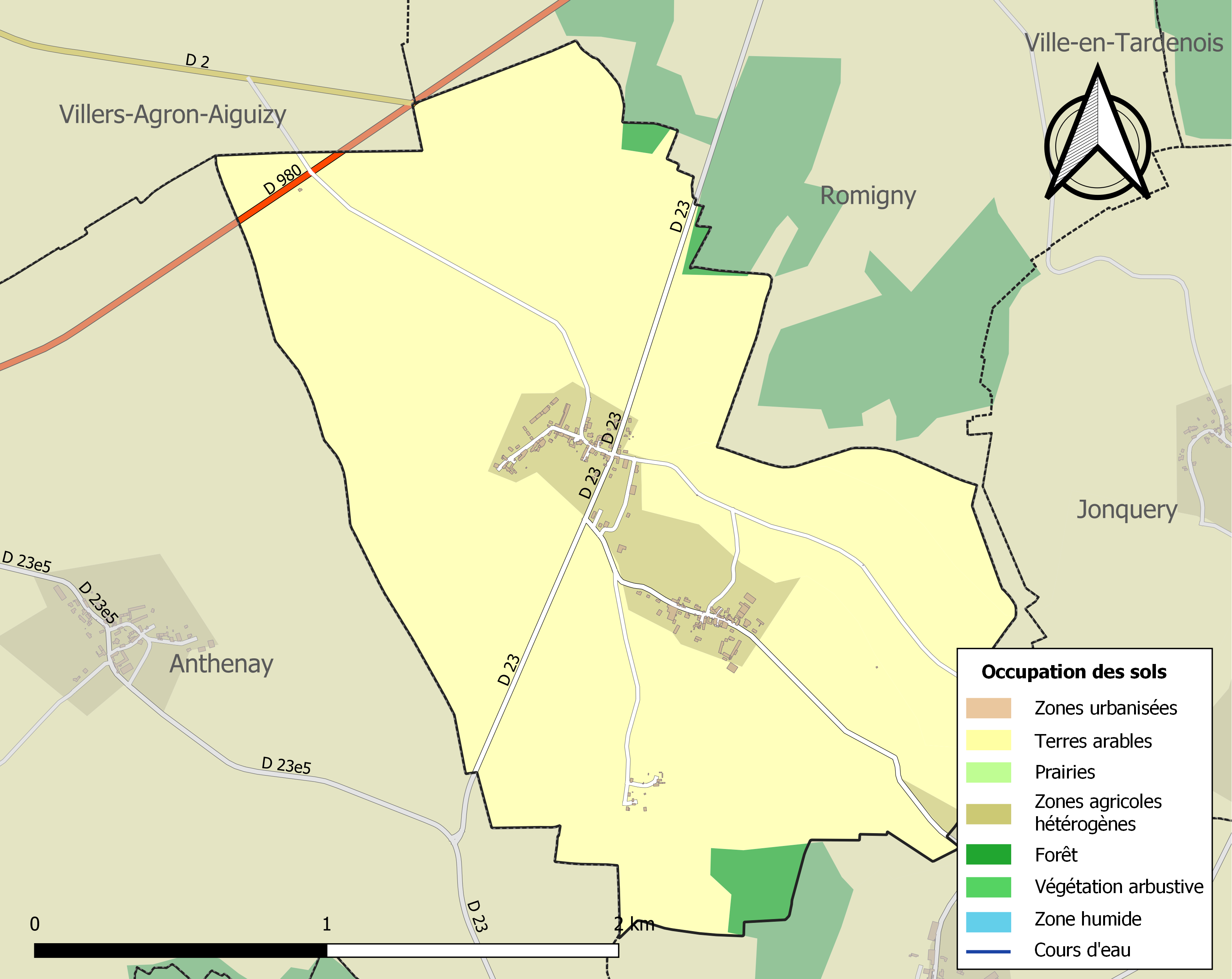
Carte des infrastructures et de l'occupation des sols de la commune en 2018 (CLC).

## Toponymie
Olizy-Violaine au XIXe siècle, qui a aussi porté le nom de Olizy-la-Montagne, Olizy-sous-Châtillon, aussi orthographié Olisi, est mentionnée dans un pouillé de 106. Le hameau de Violaine, qui porta le nom de Vieulainnes, est cité dans le compte de décimes de 1346.

## Histoire
Olizy avait une maison forte, au XIVe siècle occupée par le seigneur Guy. Un autre Guy est cité pour son hommage lige au comte de Champagne en 1215. En 1879, pour l'Élection aux États généraux, seigneur de Violaine, Olizy, Champlat, Nogent et Chemin, le seigneur est François Seimar de Belle-Isle.

## Politique et administration

### Intercommunalité
La commune, antérieurement membre de la communauté de communes du Châtillonnais, est membre, depuis le 1er janvier 2014, de la communauté de communes Ardre et Châtillonnais.
En effet, conformément au schéma départemental de coopération intercommunale de la Marne du 15 décembre 2011, cette communauté de communes Ardre et Châtillonnais est issue de la fusion, au 1er janvier 2014, de la Communauté de communes du Châtillonnais et de la communauté de communes Ardre et Tardenois,

### Liste des maires
| Période                                  | Période                      | Identité       | Étiquette | Qualité                        |
| ---------------------------------------- | ---------------------------- | -------------- | --------- | ------------------------------ |
| avant 1874                               | après 1876                   | Thibaut        |           |                                |
| Les données manquantes sont à compléter. |                              |                |           |                                |
| avant 1949                               | ?                            | Vincent Kléber | PCF       | Propriétaire-vigneron          |
|                                          |                              |                |           |                                |
| 1971                                     | 2008                         | Lucien Vincent | UMP       |                                |
| 2008                                     | En cours (au 4 juillet 2014) | Jacky Chopin   |           | Réélu pour le mandat 2014-2020 |

## Équipements et services publics

### Eau et déchets
Par convention entre le Grand Reims et la communauté de communes des Paysages de la Champagne, les habitants d'Olizy ont accès à la déchèterie de Châtillon-sur-Marne, après création d'une carte d'accès.

### Justice, sécurité et secours
Du point de vue judiciaire, Olizy relève du conseil de prud'hommes, du tribunal de commerce, du tribunal judiciaire, du tribunal paritaire des baux ruraux et du tribunal pour enfants de Reims, dans le ressort de la cour d'appel de Reims. Pour le contentieux administratif, la commune dépend du tribunal administratif de Châlons-en-Champagne et de la cour administrative d'appel de Nancy.
Olizy est située en secteur Gendarmerie nationale et dépend de la brigade de Châtillon-sur-Marne.
En matière d'incendie et de secours, le centre d'incendie et de secours le plus proche est celui de Romigny, dépendant du Service départemental d'incendie et de secours (SDIS) de la Marne.

## Démographie
L'évolution du nombre d'habitants est connue à travers les recensements de la population effectués dans la commune depuis 1793. Pour les communes de moins de 10 000 habitants, une enquête de recensement portant sur toute la population est réalisée tous les cinq ans, les populations de référence des années intermédiaires étant quant à elles estimées par interpolation ou extrapolation. Pour la commune, le premier recensement exhaustif entrant dans le cadre du nouveau dispositif a été réalisé en 2004.

En 2022, la commune comptait 142 habitants, en évolution de −13,41 % par rapport à 2016 (Marne : −1,19 %, France hors Mayotte : +2,11 %).
| 1793 | 1800 | 1806 | 1821 | 1831 | 1836 | 1841 | 1846 | 1851 |
| ---- | ---- | ---- | ---- | ---- | ---- | ---- | ---- | ---- |
| 205  | 280  | 299  | 258  | 263  | 260  | 260  | 252  | 253  |

| 1856 | 1861 | 1866 | 1872 | 1876 | 1881 | 1886 | 1891 | 1896 |
| ---- | ---- | ---- | ---- | ---- | ---- | ---- | ---- | ---- |
| 207  | 230  | 235  | 213  | 216  | 226  | 212  | 223  | 229  |

| 1901 | 1906 | 1911 | 1921 | 1926 | 1931 | 1936 | 1946 | 1954 |
| ---- | ---- | ---- | ---- | ---- | ---- | ---- | ---- | ---- |
| 226  | 217  | 192  | 153  | 165  | 162  | 148  | 154  | 144  |

| 1962 | 1968 | 1975 | 1982 | 1990 | 1999 | 2004 | 2006 | 2009 |
| ---- | ---- | ---- | ---- | ---- | ---- | ---- | ---- | ---- |
| 143  | 131  | 133  | 106  | 129  | 119  | 120  | 121  | 145  |

| 2014 | 2019 | 2022 | - | - | - | - | - | - |
| ---- | ---- | ---- | - | - | - | - | - | - |
| 162  | 150  | 142  | - | - | - | - | - | - |

## Lieux et monuments
- L'église Saint-Rémi est classée monument historique le 11 mai 1921[39].

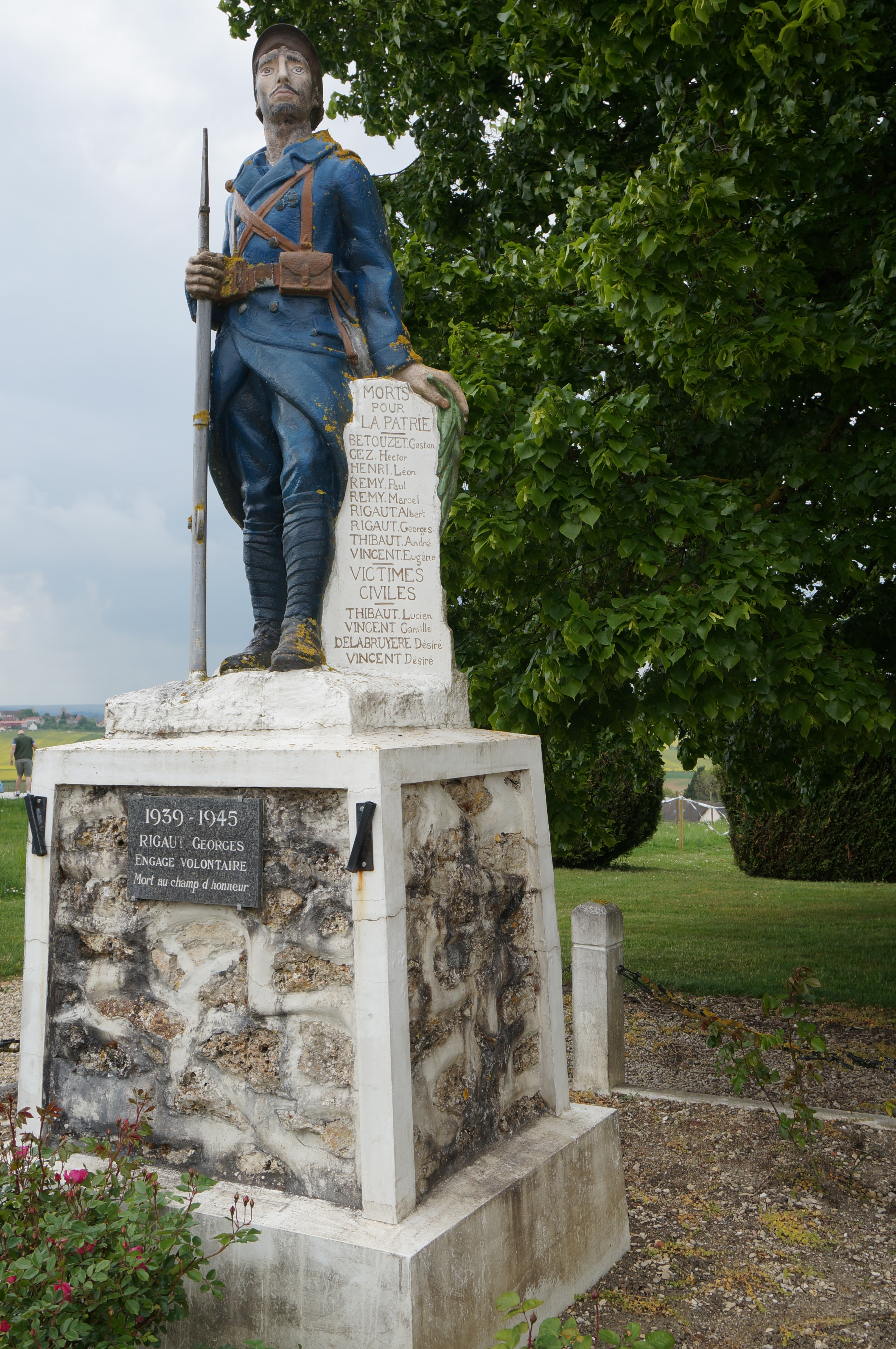
Monument aux morts,
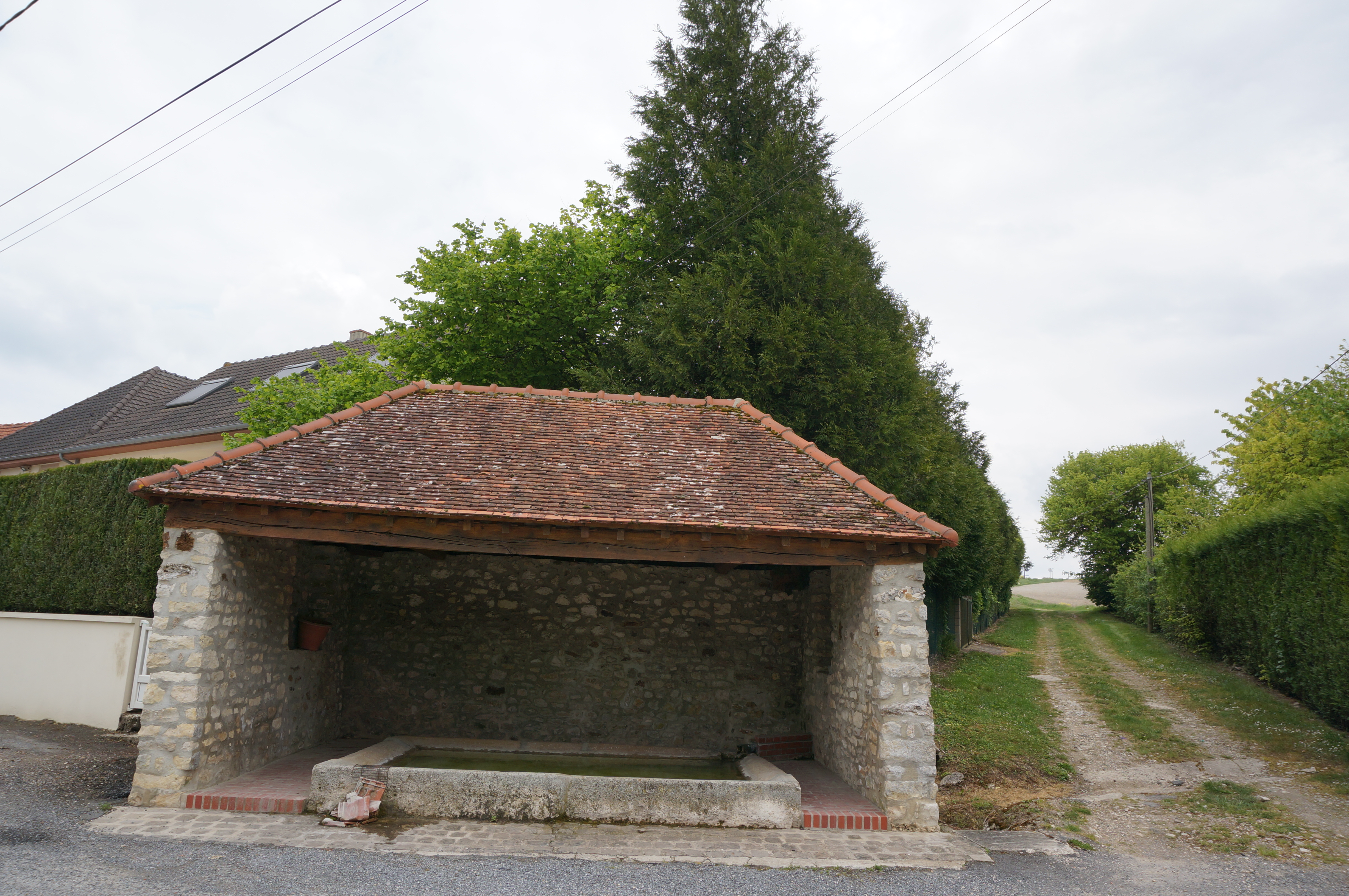
lavoir dans le village d'Olizy.